# Ås tingslag
Ås tingslag var till 1920 ett tingslag i Älvsborgs län i landskapet Västergötland. Tingslaget omfattade Ås härad och dess tingsplats var ett  trähus  vid  vägen  mellan  Häkerum  och Hällestad,  nordväst  om  Ulricehamn.
Tingslaget bildades 1680 och uppgick 1 januari 1920 i Ås, Vedens och Bollebygds tingslag.
Tingslaget ingick från 1849 i Ås och Gäsene häraders domsaga.